# Усачёвские бани
Усачевские бани (ранее Баня № 4) – здание и находящееся в нем учреждение в районе Хамовники Центрального административного округа города Москвы, расположенное по адресу ул. Усачева, д. 10 с. 1.

## История
Усачевские бани были спроектированы в составе жилого массива «Усачевка» в 1920-е годы. В значительной части квартир не было предусмотрено ванной комнаты, поэтому наличие общественной бани имело существенное значение. Строительство бани велось с 1931 года, и она начала функционировать в 1934 году. На момент постройки эта баня была одной из самых мощных в Москве . Помимо собственно банного отделения, в здании осуществлялось и прачечное обслуживание. Баня работала в течение длительного времени, однако в 2000-х годах была закрыта для реконструкции. В настоящее время, баня открыта для посещения, однако интерьер в значительной мере был изменен при реконструкции.

## Архитектура
Авторами проекта являются архитекторы А. И. Мешков, Н. М. Молоков, Н. А. Щербаков, А. Н. Волков и инженер Г. П. Масленников, которые проектировали весь жилой массив. Здание Усачевских бань решено в общей стилистике с окружающими зданиями, является образцом архитектуры авангарда. Это симметричное двухэтажное здание с доминирующей вертикалью посередине.